# Biotechnologiezentrum Münster
Das Biotechnologiezentrum Münster (BioZ) ist ein auf den Bedarf von Biotechnologieunternehmen zugeschnittener Gebäudekomplex im Technologiepark. Betreiberin ist die Technologieförderung Münster GmbH.

## Geschichte
Das BioZ wurde Anfang der 2000er Jahre in Abstimmung mit Biotechnologieunternehmen entwickelt. Dessen Eröffnung 2003 erfolgte mit städtischer Beteiligung und markierte den ersten Schritt in Richtung Life-Science-Standort Münster. Aufgrund des über die Jahre gestiegenen Platzbedarfs der Nutzer wurde Ende 2017 mit dem Bau eines zweiten Gebäudeabschnitts begonnen. Durch die Erweiterung stehen seit Anfang 2019 insgesamt mehr als 3.100 Quadratmeter ausgestattete Labor- und Büroräume zur Verfügung – das Doppelte der bisherigen Fläche. Sie waren bereits vor Bezugsfertigkeit vollständig vermietet.

## Gebäude und Infrastruktur
Das BioZ ist modular aufgebaut und bietet auf drei Etagen Mietflächen, die in Einzelmodule geteilt werden können. Der Laborbereich entspricht dem S1- und S2-Standard und stellt GMP-Flächen, Reinräume und ein Biotechnikum zur Verfügung.